# William Henry Playfair

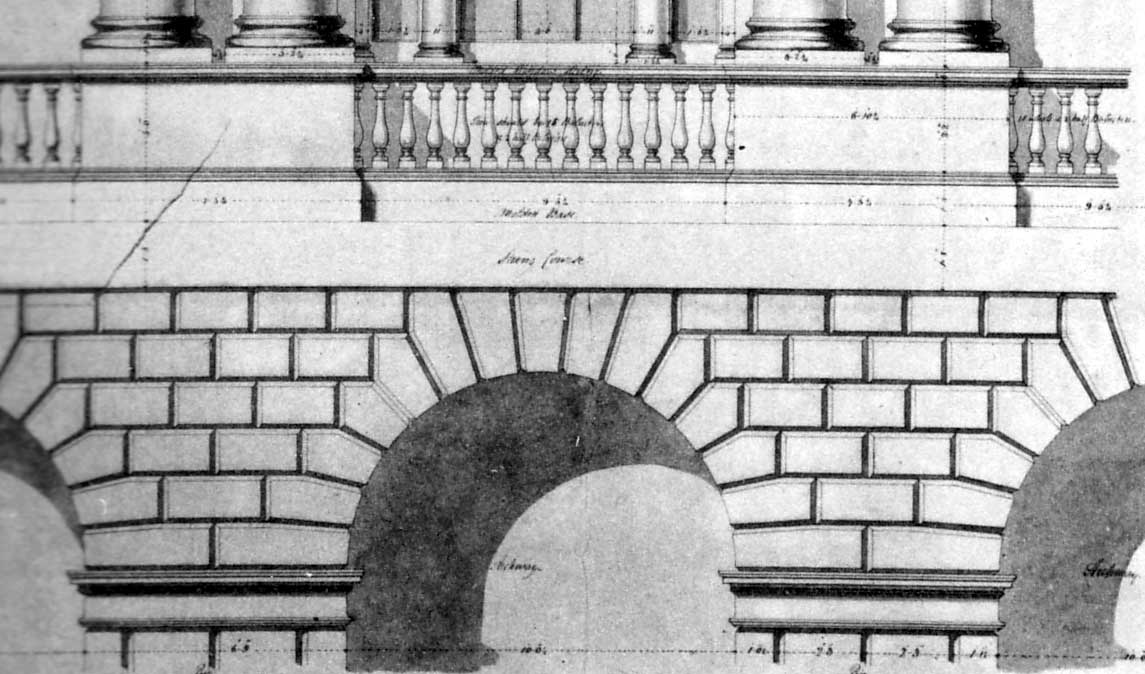
Old College, University of Edinburgh, courtyard facade: detail by Playfair

William Henry Playfair (1790-1857) fut un des plus célèbres architectes écossais du XIXe siècle.

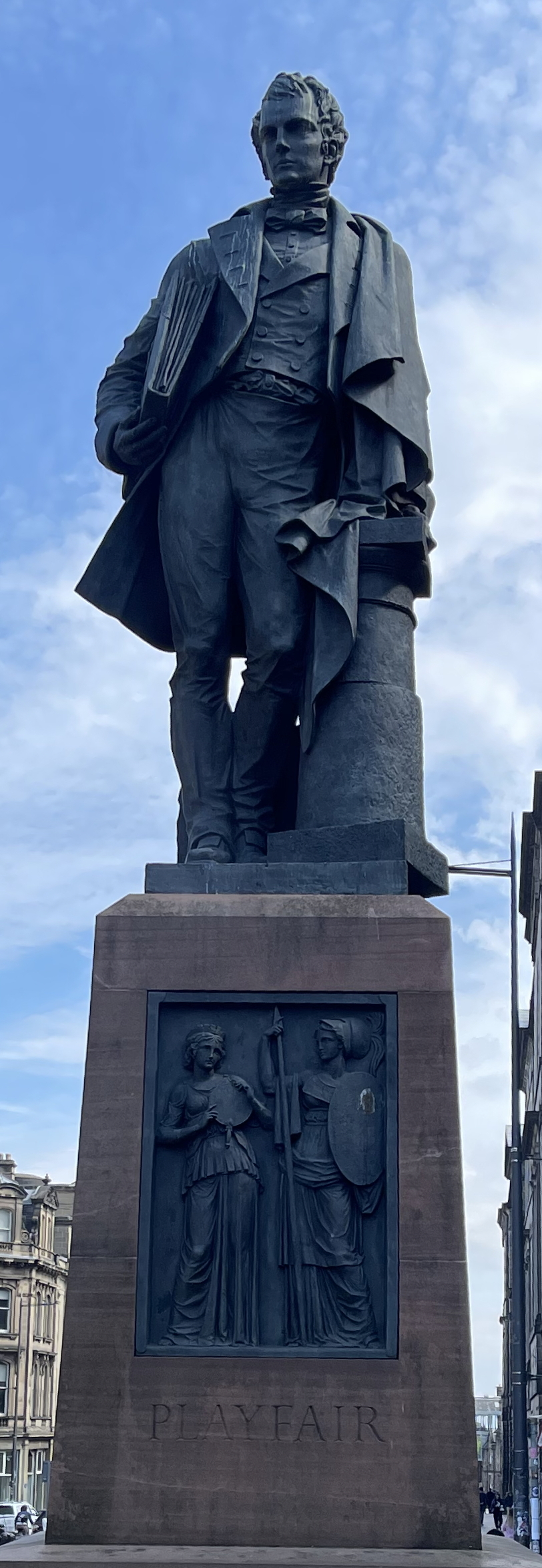
Statue par Alexander Stoddart (bronze, 2016). Chambers Street, Édimbourg, UK.

Il construisit plusieurs bâtiments de style néoclassique, dont la National Gallery of Scotland, la Royal Scottish Academy, l'église Saint-Stephen et, avec Charles Robert Cockerell, le Monument national d'Écosse sur Calton Hill. Tous sont situés dans le centre de la ville d'Édimbourg en Écosse.